# BonBon
BonBon è un singolo della cantante kosovara-albanese Era Istrefi, pubblicato il 30 dicembre 2015.

## Descrizione
Il brano, scritto e composto dalla medesima interprete, è cantato in lingua albanese; una versione in inglese è stata diffusa il 27 giugno 2016 per il mercato statunitense.

## Video musicale
Il video musicale, girato su una strada vicino al villaggio kosovaro di Brezovica, ha ricevuto oltre mezzo miliardo di visualizzazioni su YouTube.

## Tracce
Download digitale
1. BonBon – 2:47
2. BonBon (versione inglese) – 2:47
3. BonBon (Post Malone Remix) – 3:22
4. BonBon (Marshmello Remix) – 3:03
5. BonBon (Luca Schreiner Remix) – 5:35

## Classifiche

### Classifiche settimanali
| Classifica (2016-25) | Posizione massima |
| -------------------- | ----------------- |
| Australia            | 46                |
| Austria              | 19                |
| Belgio (Fiandre)     | 76                |
| Belgio (Vallonia)    | 39                |
| Canada               | 95                |
| Danimarca            | 38                |
| Francia              | 29                |
| Germania             | 10                |
| Italia               | 79                |
| Libano               | 7                 |
| Lussemburgo          | 9                 |
| Moldavia             | 90                |
| Paesi Bassi          | 62                |
| Repubblica Ceca      | 91                |
| Romania              | 25                |
| Russia               | 8                 |
| Slovacchia           | 45                |
| Svizzera             | 39                |
| Ucraina              | 44                |

### Classifiche di fine anno
| Classifica (2016) | Posizione |
| ----------------- | --------- |
| Austria           | 70        |
| Bulgaria          | 8         |
| Francia           | 90        |
| Germania          | 57        |
| Russia            | 49        |
| Svizzera          | 95        |
| Ucraina           | 138       |